# Gare de Scherwiller
Gare de Scherwiller vasútállomás Franciaországban, Scherwiller településen.

## Vasútvonalak
Az állomást az alábbi vasútvonalak érintik:
- Sélestat–Saverne-vasútvonal

## Kapcsolódó állomások
A vasútállomáshoz az alábbi állomások vannak a legközelebb:
- Gare de Sélestat
- Gare de Dambach-la-Ville